# Seznam nagrad in nominacij, ki jih je prejela Miley Cyrus
Miley Cyrus je ameriška pevka, tekstopiska in igralka, najbolje prepoznavna po svoji vlogi Miley Stewart v Disney Channelovi televizijski seriji Hannah Montana. Izdala je tri albume in sicer Meet Miley Cyrus (2007) , Breakout (2008) in Can't Be Tamed (2010) ter EP The Time of Our Lives (2009). Prejela je triindvajset različnih nagrad in petinšestdeset nominacij za različne nagrade.

## BMI Awards
- 2008 - Zmagovalna pesem za »See You Again« - Dobila

## Zlati globusi
- 2008 - Najboljša pesem za »I Thought I Lost You« - Nominirana

## Zlate maline
- 2009 - Najslabša igralka za »Hannah Montana: The Movie« - Nominirana

## Gracie Allen Award
- 2008 - Izstopajoča glavna ženska vloga v televizijski seriji za »Hannah Montana« - Dobila

## Kids' Choice Awards
- 2007 - Najljubša televizijska igralka za »Hannah Montana« - Dobila
- 2008 - Najljubša televizijska igralka za »Hannah Montana« - Dobila
- 2008 - Najljubša ženska pevka - Dobila
- 2009 - Najljubša ženska pevka - Dobila
- 2009 - Najljubši glas iz animiranega filma za »Bolt« - Nominirana
- 2009 - Najljubša televizijska igralka za »Hannah Montana« - Nominirana
- 2010 - Najljubša televizijska igralka za »Hannah Montana« - Nominirana
- 2010 - Najljubša filmska igralka za »Hannah Montana: The Movie« - Dobila
- 2010 - Najljubša ženska pevka - Nominirana
- 2010 - Najljubša pesem za »Party in the USA« - Nominirana

### Nickelodeon Australian Kids' Choice Awards
- 2008 - Najljubša mednarodna pevka - Dobila
- 2008 - Najljubša mednarodna televizijska zvezdnica - Dobila
- 2009 - Najljubša mednarodna televizijska zvezdnica - Nominirana
- 2009 - Najljubša mednarodna pevka - Nominirana

### Nickelodeon UK Kids' Choice Awards
- 2007 - Najboljša televizijska igralka - Nominirana
- 2008 - Najljubša ženska televizijska zvezdnica za »Hannah Montana« - Dobila

## Much Music Video Awards
- 2008 - Najboljši mednarodni video ustvarjalec za »Start All Over« - Nominirana
- 2009 - Najboljši mednarodni video ustvarjalec za »The Climb« - Nominirana
- 2010 - Najboljši mednarodni video ustvarjalec za »Party in the U.S.A.« - Nominirana

## MTV Awards

### MTV Movie Awards
- 2009 - Najboljša pesem iz filma za »The Climb« - Dobila
- 2009 - Najboljši prebojni nastop ženske za »Hannah Montana: The Movie« - Nominirana

### MTV Video Music Awards
- 2008 - Najboljši novi ustvarjalec za »7 Things« - Nominirana
- 2009 - Najboljše urejanje v videospotu za »7 Things« - Nominirana
- 2013- Najboljša pesem poletja za »We Can't Stop«- Nominirana
- 2013- Najboljši pop videospot za »We Can't Stop«- Nominirana
- 2013- Najboljši ženski videospot za »We Can't Stop«- Nominirana
- 2013- Najboljša montaža za »We Can't Stop«- Nominirana
- 2014- Najboljša režija za »Wrecking Ball«- Nominirana
- 2014- Videospot leta za »Wrecking Ball« - Dobila
- 2017- Najboljši pop videospot za »Malibu« - Nominirana
- 2019- Najboljša pesem poletja za »Mother's Daughter«- Nominirana
- 2019- Best power anthem za »Mother's Daughter« - Nominirana
- 2020- Najboljša montaža za »Mother's Daughter« - Dobila
- 2020- Najboljša scenografija za »Mother's Daughter« - Dobila
- 2020- Najboljša pesem poletja za »Midnight Sky« - Nominirana

### Los Premios MTV Latinoamérica
- 2009 - Fashionista Award — ženska - Nominirana
- 2009 - Najboljši mednarodni pop ustvarjalec - Nominirana

### MTV Europe Music Awards
- 2008 - Najboljša nova osebnost - Nominirana

## People's Choice Awards
- 2010 - Najboljši preboj filmske igralke - Dobila
- 2010 - Najljubša spletna slavna osebnost - Nominirana

## Teen Choice Awards
- 2007 - Najboljša komična televizijska igralka za »Hannah Montana« - Dobila
- 2007 - Najboljši poletni ustvarjalec - Dobila
- 2008 - Najboljša komična televizijska igralka za »Hannah Montana« - Dobila
- 2008 - Glasba: ženska ustvarjalka - Dobila
- 2008 - Glasba: singl za »See You Again« - Nominirana
- 2009 - Najboljši poletni singl za »Before the Storm« - Dobila
- 2009 - Glasba: ženska ustvarjalka - Nominirana
- 2009 - »Hannah Montana"
- 2009 - Najboljša komična televizijska igralka za »Hannah Montana« - Dobila
- 2009 - Najboljša filmska igralka za »Hannah Montana: The Movie« - Nominirana
- 2009 - Filmska igralka: glasba/ples za »Hannah Montana: The Movie« - Dobila
- 2009 - Filmska osebnost za »Hannah Montana: The Movie« - Dobila
- 2009 - Najprivlačnejša ženska - Nominirana
- 2009 - Slavna plesalka: ženska - Nominirana
- 2009 - Ikona rdeče preproge: ženska - Nominirana
- 2009 - Glasba: pesem za »The Climb« - Dobila
- 2010 - Izbira filmske igralke: Drama za Poslednja pesem - Še neznan rezultat
- 2010 - Izbira filma: Ples za Poslednja pesem - Še neznan rezultat
- 2010 - Izbira filma: Kemija za Poslednja pesem - Še neznan rezultat
- 2010 - Izbira filma: Šminka za Poslednja pesem - Še neznan rezultat
- 2010 - Izbira mode: Linija slavne osebe za Miley and Max - Še neznan rezultat
- 2010 - Izbira ikone na rdeči preprogi: Ženska - Še neznan rezultat
- 2010 - Izbira ostalega: Fanatični oboževalci - Še neznan rezultat
- 2010 - Izbira glasbe: Ženska ustvarjalka - Še neznan rezultat
- 2010 - Izbira glasbe: Ljubezenska pesem za »When I Look At You« - Še neznan rezultat
- 2010 - Izbira glasbe: Singl za »Can't Be Tamed« - Še neznan rezultat

## Young Artist Award
- 2008 - Najboljši nastop glavne mlade igralke v televizijski seriji za »Hannah Montana« - Dobila
- 2010 - Najboljši nastop glavne mlade igralke v televizijski seriji za »Hannah Montana« - Nominirana
- 2009 - Najboljši nastop glavne mlade igralke v televizijski seriji za »Hannah Montana« - Nominirana
- 2010 - Najboljši nastop glavne mlade igralke v televizijski seriji za »Hannah Montana« - Nominirana